# 宮﨑聡
宮﨑 聡（みやざき さとし、1月20日 - ）は、日本の男性声優。ぷろだくしょんバオバブ所属。

## 略歴
尚美ミュージックカレッジ専門学校卒業。ぷろだくしょんバオバブ所属。

## 人物
特技は野球、歌（ミュージカル系）。趣味はラジオを聴くこと、お笑い番組を観ること、音楽鑑賞。

## 出演
太字はメインキャラクター。

### テレビアニメ
2014年
- 名探偵コナン（2014年 - 2024年、客、編集者、犬飼始、司会者）

2016年
- 亜人（米軍 特殊部隊員）
- タブー・タトゥー（後藤座）

2017年
- 銀魂.（2017年 - 2018年、研究員、記者B、アルタナ解放軍A、たどたどしい言葉の男）
- ドラえもん（テレビ朝日版第2期）（2017年 - 2022年、操縦士、見物客、おじさんA、鬼(1)、見物客、サンタ男 他）

2018年
- バジリスク 〜桜花忍法帖〜（僧）
- 爆釣バーハンター（2018年 - 2019年、警備員、科学者）
- 忍たま乱太郎（2018年 - 2024年、近所の人、店主、農夫、黄鬼、貴族、子分 他）
- ゴールデンカムイ（看守たち）

2019年
- なむあみだ仏っ!-蓮台 UTENA-（老人）
- クレヨンしんちゃん（2019年 - 2024年、客D、モグラー、ダンサーC、パスタ屋さん、釣り客A 他）

2021年
- 幼なじみが絶対に負けないラブコメ（末晴の父）
- 出会って5秒でバトル（橘）
- プラチナエンド（出間川）

2023年
- SYNDUALITY Noir
- SHY（男性）

2024年
- 外科医エリーゼ（患者A）
- 真の仲間じゃないと勇者のパーティーを追い出されたので、辺境でスローライフすることにしました2nd（トラヒゲ）
- 転生したらスライムだった件（ミュラー）
- 異世界スーサイド・スクワッド（囚人B）
- アオのハコ（2024年 - 2025年、大喜の祖父、女バス監督）
- トリリオンゲーム（2024年 - 2025年、ゴップロの大株主、重役）

2025年
- 異修羅（ミロヤの父親）
- 黒執事 -緑の魔女編-（人狼）
- ニャイト・オブ・ザ・リビングキャット（男性、タケシ＝ゴードン）
- Dr.STONE SCIENCE FUTURE（ゼノ兵）

### 劇場アニメ
- 銀魂 THE FINAL（2021年、銀さんセピア）
- クレヨンしんちゃん もののけニンジャ珍風伝（2022年、関所番）

### ゲーム
- ぱすてるチャイムContinue（2010年、カイのコーチ[1]）
- クイズRPG 魔法使いと黒猫のウィズ（2019年、鬼教官）
- ファイナルファンタジーVII リメイク（2020年）

### 吹き替え

#### 映画
- iBOY（ベターリッジ医師）
- 祈りのちから（コールマン〈アレックス・ケンドリック〉）
- INFINI/インフィニ（チーフ）
- エージェント・ウルトラ（ピーティー・ダグラス〈トニー・ヘイル〉）
- エージェント:ライアン
- グースバンプス 呪われたハロウィーン（ミスター・チュー〈ケン・チョン〉）
- グローリー/明日への行進（ジェームズ・オレンジ〈オマール・ドーシー〉）
- 江南ブルース（ソ・テゴン議員[1]）
- デッドプール2（追う男[3]）
- 必殺処刑チーム
- ブレイクスルー 奇跡の生還（サットラー医師〈サム・トラメル〉[4]）
- ボヘミアン・ラプソディ
- ミス・メドウズ 〜悪魔なのか? 天使なのか?〜（神父）
- MEG ザ・モンスター（マークス〈タワンダ・マニーモ〉[5]）
- レジェンド・オブ・クリスタル・スカル（ウィンストン）

#### ドラマ
- NCIS: ニューオーリンズ
- 恐竜とダン（パパ）
- グッドラックチャーリー（アンドリュー[1]）
- コンティニアム CPS特捜班
- シェイズ・オブ・ブルー ブルックリン警察（リッキー）
- シカゴ・ファイア（ピーター・ミルズ〈チャーリー・バーネット〉[1]）
- スクール・オブ・ロック
- Dr.HOUSE（ミッチス[1]）
- Project Mc²（チャールズ[1]）
- マスター・オブ・ゼロ（ディレクター）
- ヤング・スーパーマン（レンコフ[1]）
- レバレッジ 〜詐欺師たちの流儀（ダストマン、ホームレス[1]）

#### アニメ
- カーズ/クロスロード（ロナルド）
- ちいさなプリンセス ソフィア（バシュ[1]）
- ヒルダの冒険（校長）

### ボイスオーバー
- アメリカ極秘文書の謎[1]
- タイニー・ハウス〜大きなアメリカの極端に小さな家〜（ザック・ギフィン[1]）
- トップ・ガンズ〜世界最強の銃はどれだ!〜[1]

### デジタルコミック
- VOMIC 保健室の死神（教頭[1]）
- 愛さないといわれましても～元魔王の伯爵令嬢は生真面目軍人に餌付けをされて幸せになる～（2024年、イーサン[6]、神官[7]）

### 舞台
- から騒ぎ
- マクベス
- 間違いの喜劇
- リチャード二世

### 初出話一覧
1. 1 2 3  第3話初出
2. ↑  第5話初出
3. ↑  第49話初出
4. 1 2  第14話初出
5. 1 2  第2話初出
6. 1 2  第26話初出
7. ↑  第12話初出
8. ↑  第13話初出
9. ↑  第7話初出
10. ↑  第15話初出